# Mateus Alves
Mateus Alves (nació el 23 de enero de 2001) es un jugador de tenis brasileño.
Alves su ranking ATP más alto de singles fue el número 395, logrado el 18 de abril de 2022. Su ranking ATP más alto de dobles fue el número 213, logrado el 4 de diciembre de 2023.

## Títulos Challenger

### Dobles (4)
| No. | Fecha                    | Torneo      | Superficie    | Compañero     | Rival en la final                       | Resultado |
| --- | ------------------------ | ----------- | ------------- | ------------- | --------------------------------------- | --------- |
| 1.  | 27 de noviembre de 2021  | Brasília    | Tierra batida | Gustavo Heide | Luciano Darderi Genaro Alberto Olivieri | 6-3, 6-3  |
| 2.  | 3 de diciembre de 2023   | Temuco      | Dura          | Matías Soto   | Aleksandar Kovacevic Keegan Smith       | 6-2, 7-5  |
| 3.  | 28 de septiembre de 2024 | Antofagasta | Tierra batida | Matías Soto   | Leonardo Aboian Valerio Aboian          | 6-1, 6-4  |
| 4.  | 19 de octubre de 2024    | Campinas    | Tierra batida | Orlando Luz   | Tomás Barrios Facundo Mena              | 6-3, 6-4  |